# 馬靈峰
60°39′S 45°40′W / 60.650°S 45.667°W
馬靈峰（英語：Maling Peak），是南極洲的山峰，位於南奧克尼群島的科羅內申島南岸，處於維克角西北面1公里，海拔高度430米，在1933年由英國研究隊測量，現時由南極條約體系管理。